# Горчак Лайта
Горчак Лайта (лат. Rhodeus lighti) — пресноводная рыба рода горчаков (Rhodeus) семейства карповых (Cyprinidae) длиной до 5,5 см. Живёт до 6 лет.

## Внешний вид
Тело высокое, сжатое с боков. Рот конечный. Спина зеленоватая или с синеватым отливом, бока серебристые. Позади жаберных щелей розовое пятно, смыкающееся с более крупным пятном голубого оттенка. Над жаберной крышкой маленькое тёмно-синее пятнышко. Вдоль средней линии хвостового стебля до вертикали основания брюшных плавников тёмно-синяя полоса. Плавники бледно-оранжевые. В передней части спинного плавника — чёрное пятно. Вдоль четырёх средних лучей хвостового плавника — яркие чёрные и красные полоски. Яркий брачный наряд выражен у самцов и у самок: парные плавники — красные, брюхо — жёлтое, по бокам тела — радужные переливы. У самок есть длинный яйцеклад, но нет сосочков на конце рыла, как у самцов. Боковая линия неполная, в ней всего 2-4 прободенные чешуи, поперечных рядов чешуй 34-39. Глоточные зубы однорядные, 5-5, зазубренные. Позвонков 29-32.
Амурский горчак Лайта был описан как особый подвид Pseudoperilampus lighti amurensis и отнесён к роду Pseudoperilampus, однако, согласно последней ревизии горчаков, род Pseudoperilampus сведён в синонимию Rhodeus. В последних сводках считается самостоятельным видом.

## Распространение
Вид (номинативный подвид) описан из Южного Китая. Амурский горчак Лайта встречается в южных районах бассейна Амура. Ниже Хабаровска редок. Есть в Уссури. Многочислен в бассейне реки Кии и в оз. Ханка.

## Образ жизни
Предпочитает заболоченные заливы и ручьи, в воде которых много гуминовых соединений. В отличие от других горчаков Амура горчак Лайта питается преимущественно животной пищей — зоопланктоном, личинками и взрослыми стадиями комаров — и в очень малой степени потребляет мелкие водоросли. Половозрелость наступает на втором году жизни при длине около 2,5 см. Большинство особей созревают в возрасте двух лет при длине 3,0-3,2 см. Соотношение полов близко 1:1. Нерест происходит с середины июня до конца июля. Икрометание порционное. Зрелые икринки овальной формы большого диаметра — 1,6 мм, после набухания он увеличивается до 2,75 мм. В гонадах находятся икринки двух порций. Самка с помощью длинного яйцеклада выметывает икру только в раковины двустворчатых моллюсков рода Unio. В каждой кладке по 4-7 икринок. Молодь длиной от 1,2 до 2,0 см держится небольшими стайками.